# Beauftragter der Bundesregierung für die Akzeptanz sexueller und geschlechtlicher Vielfalt
Die Beauftragte der Bundesregierung für die Akzeptanz sexueller und geschlechtlicher Vielfalt (auch als Queer-Beauftragte der Bundesregierung bezeichnet) ist im Bundesministerium für Bildung, Familie, Senioren, Frauen und Jugend angesiedelt. Amtsinhaberin ist seit dem 28. Mai 2025 Sophie Koch (Mitglied des Sächsischen Landtags).
Das Amt wurde am 5. Januar 2022 durch Beschluss der Bundesregierung geschaffen. Die Beauftragte ist mit Themen der Queer-Politik befasst und soll laut dem Bundesfamilienministerium „insbesondere die Erstellung und Umsetzung des Nationalen Aktionsplans für Akzeptanz und Schutz sexueller und geschlechtlicher Vielfalt und die damit verbundene Information der Öffentlichkeit“ koordinieren.

## Aktionsplan Queer Leben
Am 18. November 2022 beschloss die Bundesregierung den Aktionsplan Queer leben. Er beinhaltet die Handlungsfelder rechtliche Anerkennung, Teilhabe, Sicherheit, Gesundheit, Stärkung der Beratungs- und Communitystrukturen sowie Internationales. Die Beauftragte koordiniert den Arbeitsprozess zu dessen Umsetzung. Dabei wird er von der Bundesservicestelle Queeres Leben im Bundesamt für Familie und zivilgesellschaftliche Aufgaben unterstützt.
Von den 140 Verbände und Initiativen, die sich im Rahmen des Interessenbekundungsverfahrens an einer Mitarbeit und Teilnahme am Arbeitsgruppenprozess beim Aktionsplan der Bundesregierung „Queer leben“  beworben hatten, wurden 78 Verbänden und Initiativen ausgewählt. Die Haushaltsmittel für den Aktionsplan betrugen 342.245 Euro im Jahr 2023. 2024 werden keine Projekte gefördert. Die Evaluation des Aktionsplans, die mit 210.000 Euro angelegt ist, soll erst Anfang 2025 etabliert werden.

## Amtsinhaber
- 2022–2025: Sven Lehmann (Grüne)
- seit 2025: Sophie Koch (SPD)